# Myrtea
Myrtea is een geslacht van tweekleppigen uit de  familie van de Lucinidae.

## Soorten
- Myrtea ada (A. Adams & Angas, 1864)
- Myrtea amorpha (Sturany, 1896)
- Myrtea bractea Hedley, 1911
- Myrtea catonii (Glover & J. D. Taylor, 2016)
- Myrtea fabula (Reeve, 1850)
- Myrtea fabuloides (Tate, 1886)
- Myrtea flabelliformis (Prashad, 1932)
- Myrtea hyphalosa Glover & J. D. Taylor, 2016
- Myrtea investigatoris Cosel & Bouchet, 2008
- Myrtea mayi (Gatliff & Gabriel, 1911)
- Myrtea paupera (Tate, 1892)
- Myrtea perfecta (Glover & J. D. Taylor, 2016)
- Myrtea pseudocorbis (Nicklès, 1952)
- Myrtea scitula (A. Adams, 1854)
- Myrtea soyoae (Habe, 1953)
- Myrtea spinifera (Montagu, 1803)
- Myrtea sudes (Barnard, 1964)
- Myrtea tanimbarensis Cosel & Bouchet, 2008
- Myrtea toamasina Pacaud, Coppini, Buisson & F. Meunier, 2024
- Myrtea triclotae Cosel & Bouchet, 2008

Niet geaccepteerde soorten:
- Myrtea aequalis (Jaeckel & Thiele, 1931) -> Lucinoma aequalis (Thiele, 1931)
- Myrtea botanica Hedley, 1918 -> Notomyrtea botanica (Hedley, 1918)
- Myrtea compressa (Dall, 1881) -> Jorgenia compressa (Dall, 1881)
- Myrtea cristata (E. A. Smith, 1885) -> Myrtina smithi (M. Huber, 2015)
- Myrtea elongata (Odhner, 1919) -> Myrtea toamasina Pacaud, Coppini, Buisson & F. Meunier, 2024
- Myrtea gabrieli Chapman, 1941 -> Lucinoma gabrieli (Chapman, 1941)
- Myrtea lens (A. E. Verrill & S. Smith, 1880) -> Afrolucina lens (A. E. Verrill & S. Smith, 1880)
- Myrtea minima Okutani, 1964 -> Lucinoma minima (Okutani, 1964)
- Myrtea plicatula A. Adams, 1862 -> Liralucina plicatula (A. Adams, 1862)
- Myrtea pristiphora Dall & C. T. Simpson, 1901 -> Myrtina pristiphora (Dall & C. T. Simpson, 1901)
- Myrtea sagrinata (Dall, 1886) -> Eulopia sagrinata (Dall, 1886)
- Myrtea smithi M. Huber, 2015 -> Myrtina smithi (M. Huber, 2015)
- Myrtea spinosa  [sic] -> Myrtea spinifera (Montagu, 1803)
- Myrtea transversa (E. A. Smith, 1916) -> Myrtea scitula (A. Adams, 1854)
- Myrtea venusta (R. A. Philippi, 1847) -> Lepidolucina venusta (R. A. Philippi, 1847)
- Myrtea vincentia (Glover & J. D. Taylor, 2007) -> Notomyrtea vincentia Glover & J. D. Taylor, 2007

- Myrtea circinata A. Adams, 1862 (onzeker > nomen dubium)
- Myrtea decussata A. Adams, 1862 (onzeker > nomen dubium)
- Myrtea delicatula A. Adams, 1862 (onzeker > nomen dubium)
- Myrtea fimbriatula A. Adams, 1862 (onzeker > nomen dubium)
- Myrtea gibba A. Adams, 1862 (onzeker > nomen dubium)
- Myrtea lamellata A. Adams, 1862 (onzeker > nomen dubium)
- Myrtea obesula A. Adams, 1862 (onzeker > nomen dubium)
- Myrtea reticulata A. Adams, 1862 (onzeker > nomen dubium)